# Colobanthus quitensis
Colobanthus quitensis biljna je vrsta iz porodice klinčićevki. Jedna je od dvije biljne vrste koje uspijevaju rasti na Antarktiki. Raširena je po Južnoj Americi, od Kolumbije na jug do Argentine i po subantarktičkim otocima. Jedna je od dvije vrste koja uspjeva i na i Antarktičkom poluotoku.
Druga antarktička vrsta je Deschampsia antarctica.
- C. quitensis
- C. quitensis